# Ерве
Ерве (італ. Erve) — муніципалітет в Італії, у регіоні Ломбардія, провінція Лекко.
Ерве розташоване на відстані близько 500 км на північний захід від Рима, 45 км на північний схід від Мілана, 6 км на південний схід від Лекко.
Населення — 726 осіб (2014).
Щорічний фестиваль відбувається 15 серпня. Покровителька — Богородиця Небовзята.

## Демографія
Населення за роками:

Станом на 1 січня 2023 року в муніципалітеті офіційно проживало 16 іноземців з 7 країн, серед них 4 громадяни країн Євросоюзу та 1 громадянин України.

## Сусідні муніципалітети
- Брумано
- Калольцьокорте
- Каренно
- Лекко
- Веркураго